# Alemanha nos Jogos Olímpicos de Verão de 1900
A Alemanha participou dos Jogos Olímpicos de Verão de 1900 em Paris, na França. O país estreou nos Jogos em 1896 e em Paris fez sua 2ª apresentação, conquistando 8 medalhas.

## Medalhistas
A Alemanha terminou em sétima posição no ranking final da medalha, com quatro medalhas de ouro e oito medalhas em geral.
| Atleta                                                | Esporte | Evento           | Medalha |
| ----------------------------------------------------- | ------- | ---------------- | ------- |
| Ernst Hoppenberg                                      | Natação | 200m costas      | Ouro    |
| Der Hamburger und Germania Ruder Club                 | Remo    | Quatro com       | Ouro    |
| Deutscher Schwimm Verband Berlin                      | Natação | 200m por equipe  | Ouro    |
| Georg Naue Heinrich Peters Ottokar Weise Paul Wiesner | Vela    | Regata 2 - 1-2 T | Ouro    |
| Georg Naue Heinrich Peters Ottokar Weise Paul Wiesner | Vela    | aberto           | Prata   |
| SC 1880 Frankfurt                                     | Rugby   | Masculino        | Prata   |
| Favorite Hammonia                                     | Remo    | Quatro com       | Bronze  |
| Ludwigshafener Ruder Verein                           | Remo    | Quatro com       | Bronze  |